# Swalmen
Swalmen est un village et une ancienne commune des Pays-Bas de la province du Limbourg.

## Histoire
À l'époque préhistorique, des tumulus ont été construits près de Swalmen, notamment ceux de la Kroppestraat, du Bosberg et de Grietjens Gericht.

### Epoque romaine
À la périphérie de Swalmen, on trouve des vestiges visibles de la voie romaine reliant Heerlen à Xanten, située à la limite sud-est de l'ancienne commune de Swalmen, entre les domaines de Blankwater et de Zuiderwijck Spick, dans le village-église de Boukoul. À la borne frontière 425, on trouve un tumulus du Néolithique tardif sur la voie romaine.

### Moyen Âge
Au Moyen Âge, les Normands se sont installés à Asselt, d'où ils pillaient l'arrière-pays. L'église d'Asselt fut construite au XIe siècle sur une colline de la Meuse, à l'emplacement d'un ancien fort. Cette église a été construite en grande partie avec des pierres provenant de bâtiments romains. Il ne reste que la nef et le chœur de l'église romane d'origine. Swalmen était déjà une seigneurie à la fin du XIIIe siècle. On y trouve encore les ruines de l'ancien château d'Ouborch, ou Naborch, ainsi que l'impressionnant château de Hillenraad (nl), magnifiquement entretenu. À la fin du Moyen Âge, la landwehr De Wolfsgraaf (nl) fut construite autour de Swalmen.

### Epoque moderne

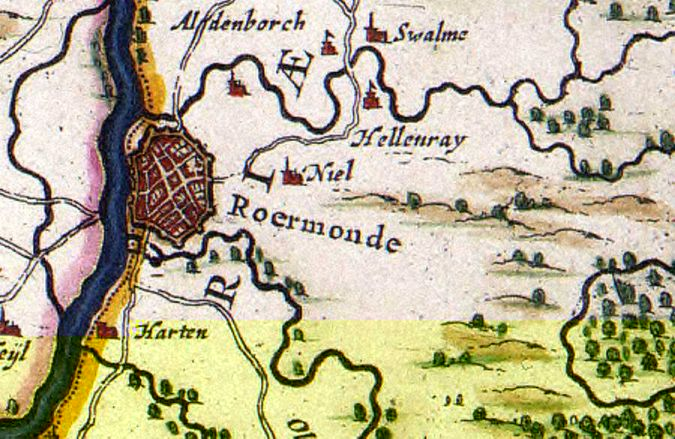
Les châteaux près de Swalmen.

La seigneurie de Swalmen, devenue après 1695 le margraviat de Swalmen et d'Asselt, appartenait à l'Overkwartier ou Haute-Gueldre, la partie méridionale distincte du duché de Gueldre. La seigneurie était donc espagnole pendant la guerre de Quatre-Vingts Ans et jusqu'en 1713, sous la domination de la maison de Habsbourg.
De 1713 à 1795, Swalmen, ainsi que Maasniel, l'Elmpt adjacent (aujourd'hui en Allemagne), Ruremonde et Herten, relevèrent de la branche autrichienne des Habsbourg. Ruremonde et ses environs faisaient alors partie de l'Overkwartier « belge », c'est-à-dire autrichien de Gueldre, vestige de l'ancien duché de Gueldre. De l'autre côté de la Meuse, Wessem, Kelpen et Oler, ainsi que la ville et le pays de Weert (avec Nederweert et Meijel) relevaient également de cette Gueldre autrichienne.
Le 3 mars 1793, une bataille eut lieu à Swalmen entre les troupes françaises et prussiennes. L'armée révolutionnaire française avait hiverné à Ruremonde et s'était lancée en février à la conquête de la ville fortifiée de Venlo. Une armée prussienne avait été ajoutée à la garnison de cette ville. Avec les troupes autrichiennes, elle forma une petite armée qui partit à la rencontre des Français. Ils se retrouvèrent à Swalmen, les Français sur la rive sud du Swalm et les coalisés sur la rive nord. Après un échange de tirs, les Français cherchèrent refuge au château de Hillenraad, mais ils ne purent y tenir. Après de lourdes pertes, ils s'enfuirent et firent retraite à Ruremonde, qu'ils évacuèrent le lendemain. Ils quittèrent ainsi le territoire néerlandais, mais y revinrent deux ans plus tard.[2]
Pendant la période française, cette région appartenait au département des Pays-Bas méridionaux de Meuse-Inférieure, dont la capitale était Maastricht. En 1815, Swalmen redevint néerlandais et le resta (malgré une période de contrôle belge entre 1830 et 1839).

### Epoque contemporaine
Depuis le 1er janvier 2007, la commune de Swalmen a été rattaché à la commune de Ruremonde.

## Héraldique
Les armoiries du village de Swalmen apparaissent pour la première fois en 1607 – avant cette date, le juge les avait personnellement scellées – et dérivent de celles de la famille Van Swalmen (une branche cadette de la famille Van Broeckhuysen, qui possède les mêmes armoiries, sur lesquelles les Van Swalmen ont apposé un libelle en guise de distinction). En 1339, le chevalier Seger van Swalmen, fils de feu Willem van Broeckhuysen, reçut quelques terres à Swalmen du comte Thierry de Looz (Dirk van Loon), seigneur de Heinsberg et de Blankenberg.
Trois sceaux du village furent utilisés jusqu'en 1792 et, à partir de 1614, saint Lambert fut inscrit comme saint patron de l'église.